# Primeira Liga 1937-38
La Primeira Liga 1937/38 fue la cuarta edición de la categoría de primer nivel de fútbol en Portugal. Esta fue una competencia experimental y los ganadores del torneo fueron nombrados "campeones de la liga". El Campeonato de Portugal definió al campeón portugués.

## Tabla de posiciones
| Pos. | Equipo               | Pts. | PJ | G  | E | P  | GF | GC | Dif. | Clasificación   |
| ---- | -------------------- | ---- | -- | -- | - | -- | -- | -- | ---- | --------------- |
| 1    | Benfica (C)          | 23   | 14 | 10 | 3 | 1  | 34 | 16 | +18  | Campeón de Liga |
| 2    | Porto                | 23   | 14 | 11 | 1 | 2  | 43 | 22 | +21  |                 |
| 3    | Sporting CP          | 22   | 14 | 10 | 2 | 2  | 67 | 23 | +44  |                 |
| 4    | Carcavelinhos        | 11   | 14 | 5  | 1 | 8  | 18 | 36 | −18  |                 |
| 5    | Belenenses           | 10   | 14 | 5  | 0 | 9  | 29 | 28 | +1   |                 |
| 6    | Académica de Coimbra | 10   | 14 | 5  | 0 | 9  | 23 | 37 | −14  |                 |
| 7    | Barreirense          | 8    | 14 | 2  | 4 | 8  | 18 | 34 | −16  |                 |
| 8    | Académico            | 5    | 14 | 2  | 1 | 11 | 15 | 51 | −36  |                 |

 Fuente: RSSSF
Notas:
1. 1 2  El Benfica tuvo ventaja en la clasificación sobre el Porto por los enfrentamientos directos entre ambos clubes: Benfica-Porto 3-1; Porto-Benfica 2-2

|                              |
| Campeón SL Benfica 3° título |

## Resultados
| Local \ Visitante    | ACC | ACO | BAR | BEL | BEN | CAR  | POR | SCP |
| -------------------- | --- | --- | --- | --- | --- | ---- | --- | --- |
| Académica de Coimbra | —   | 5–0 | 1–0 | 2–3 | 1–2 | 1–0  | 1–4 | 0–4 |
| Académico            | 1–5 | —   | 4–1 | 3–2 | 0–4 | 0–4  | 1–4 | 3–6 |
| Barreirense          | 1–3 | 1–1 | —   | 2–1 | 1–2 | 1–2  | 1–4 | 2–2 |
| Belenenses           | 5–0 | 1–0 | 2–3 | —   | 2–1 | 4–0  | 0–1 | 5–6 |
| Benfica              | 3–1 | 3–0 | 0–0 | 2–1 | —   | 3–2  | 3–1 | 3–2 |
| Carcavelinhos        | 2–1 | 2–0 | 2–2 | 1–0 | 1–4 | —    | 0–1 | 1–3 |
| Porto                | 5–1 | 7–2 | 3–1 | 5–2 | 2–2 | 3–1  | —   | 2–1 |
| Sporting CP          | 7–1 | 6–0 | 7–2 | 2–1 | 2–2 | 13–0 | 6–1 | —   |